# Dobrosloveni
Dobrosloveni è un comune della Romania di 3 933 abitanti, ubicato nel distretto di Olt, nella regione storica dell'Oltenia. 
Il comune è formato dall'unione di 5 villaggi: Dobrosloveni, Frăsinetu, Potopinu, Reșca, Reșcuța.